# 글리제 86 b
글리제 86 b는 에리다누스자리 방향으로 지구로부터 약 36 광년 떨어진 곳에 있는 외계 행성이다. 보다 정확하게 표기하면 글리제 86 Ab인데, 이는 글리제 86 항성계는 A와 B 두 개의 항성으로 이루어져 있고 글리제 86 b는 이 중 주성 A 옆을 돌고 있기 때문이다. 글리제 86 b의 모항성 글리제 86은 K형 주계열성이다. 1998년 11월 24일, 마이클 메이어 연구진이 이 행성의 존재를 공식적으로 발표했다. 다른 뜨거운 목성들과 마찬가지로 이 행성 역시 항성으로부터 가까이 붙어 있다. 1회 공전에는 약 15.77일이 걸린다.
초창기 히파르코스 위성이 이 행성을 측성학적으로 관측했을 때는 궤도 경사각이 164도로 나왔으며 이 자료에 따르면 글리제 86 b의 질량은 목성의 15배로 행성이 아니라 갈색 왜성이 된다. 그러나 더 자세한 연구를 한 결과 히파르코스 위성의 자료는 신뢰성이 떨어지는 것으로 드러났다. 따라서 현 상황에서 이 행성의 궤도경사각은 밝혀지지 않은 상태이며, 실제 질량 역시 알 수 없는 상황이다.

## 참고 문헌
1. 1 2 3 4  Butler, R.;  외. (2007). “Planets Table”. 《Catalog of Nearby Exoplanets》.
2. ↑  Han;  외. (2001). “Preliminary astrometric masses for proposed extrasolar planetary companions”. 《The Astrophysical Journal Letters》 548 (1): L57–L60. doi:10.1086/318927. 2009년 4월 29일에 원본 문서에서 보존된 문서. 2009년 6월 14일에 확인함.
3. ↑  Pourbaix, D. and Arenou, F. (2001). “Screening the Hipparcos-based astrometric orbits of sub-stellar objects”. 《Astronomy and Astrophysics》 372: 935 – 944. doi:10.1051/0004-6361:20010597.